# Siikajärvi, Esbo

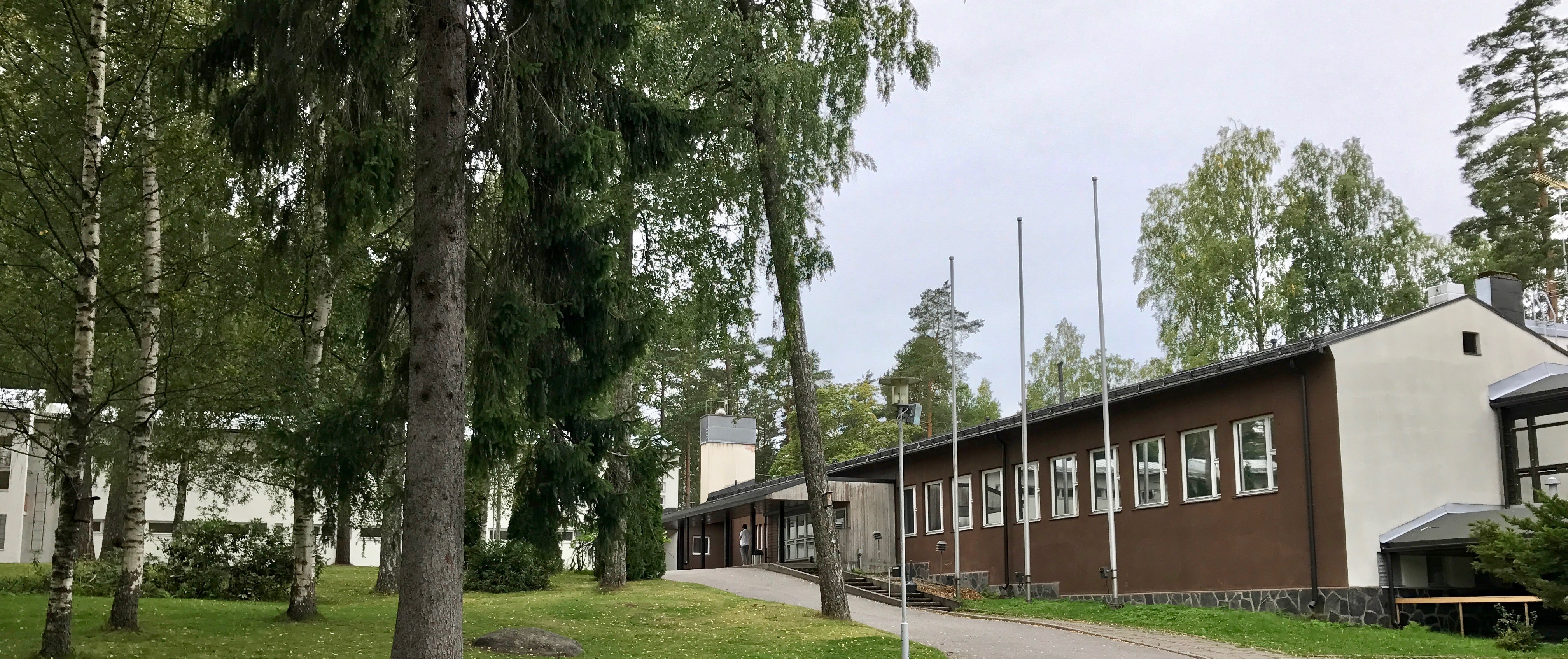
Siikajärvis förläggning för asylsökande, 2017

Siikajärvi är en stadsdel i Esbo stad och hör administrativt till Gamla Esbo storområde.
Det finns flera sjöar i Siikajärvi och den största är Siikajärvi från vilken stadsdelen har fått sitt namn. Det finns flera sommarstugor i "stadsdelen", medan den övriga bebyggelsen består av glest bebyggda egnahemshustomter. Det bor kring 900 personer i Siikajärvi.